# 全联盟共产党（布尔什维克）第十八次代表大会
全联盟共产党（布尔什维克）第十八次代表大会（俄语：ХVIII съезд Всесоюзной коммунистической партии (большевиков)），简称联共（布）十八大（XVIII съезд ВКП(б)），于1939年3月10日至21日在苏联莫斯科召开。此次大会是大清洗后联共（布）领导层召开的第一次大会。之后由于二战爆发，苏共十九大在1952年才得以召开。

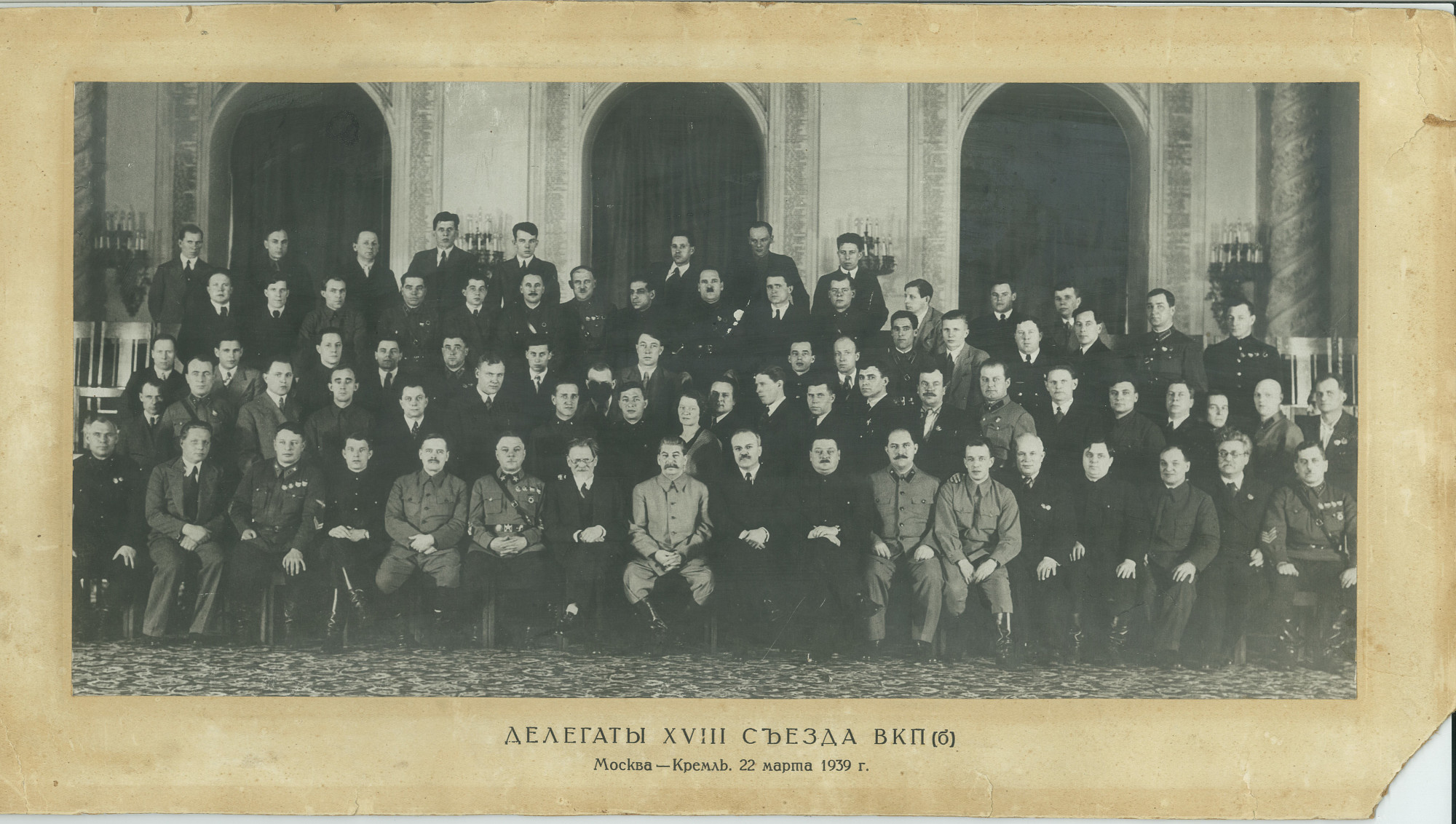
代表合影

在全联盟共产党中央委员会的报告中，斯大林阐述了外交政策。在此之中，他着重阐述了对西方民主国家未能与苏联形成集体防御对抗纳粹德国的失望情绪。